# 國立彰化師範大學附屬高級工業職業學校
國立彰化師範大學附屬高級工業職業學校（英語：The Affiliated Industrial Vocational High School of National Changhua University of Education），簡稱彰師附工、彰工、附工，位於臺灣彰化縣彰化市，一所附屬於國立彰化師範大學的技術型高級中等學校，創立於1938年4月1日，原為臺灣日治時期「臺中州立彰化工科學校」，後改稱「臺灣省立彰化工業職業學校」，簡稱彰化高工，1984年與國立彰化師範大學合併成為其附屬高中職以便彰師大技術及職業教育學生實習之用，是早期的八大省工之一。

## 沿革
1895年乙未割臺之後，臺灣進入日治時期，日本積極在臺灣推行實業教育來培育技術人力，協助臺灣總督府在臺的各項殖民行為。1938年臺中州立彰化工科學校應運而生，1944年又另設臺中州立彰化工業學校（校址為現今的彰化高商），設置宗旨為對於小學校或公學校畢業者傳授職業知識技能，以及國民生活需要教育，修業年限兩年，課程種類包含農業、商業、工業或其他可因應情況的職業類科。由州廳或地方組合設立，授課時間彈性，可併置專修科或臨時講習。
1945年，第二次世界大戰結束，國民政府將臺中州立彰化工科學校與臺中州立彰化工業學校合併，改制為臺灣省立彰化工業職業學校。1955年中華民國教育部使用美援款項購買儀器並引進美國「單位行業訓練制」與「行業單位教學法」，彰化工職被指定為臺灣八所辦理示範工業教育的學校之一，實施單位行業訓練制，這八所學校便稱為「示範工職」，而當時這八所學校，除了臺北市立工業職業學校為省轄市立外皆為省級學校，所以習慣上通稱為八大省工。同年彰工大量擴建校舍、增置設備，並快速增加招生數。
1968年，為了配合政府九年國民義務教育政策，專辦高級部，改制為臺灣省立彰化高級工業職業學校，並在1969年結束初級部。1974至1979年間正值十大建設時期，臺灣經濟迅速發展，為了因應臺灣工業人才之需求，彰工大量增設多種的工業類科系。
1984年，為配合國立臺灣教育學院學生實習及課程研究之需要，改隸為國立臺灣教育學院附屬高級工業職業學校；1989年，國立臺灣教育學院改制為國立彰化師範大學，校名隨之改為國立彰化師範大學附屬高級工業職業學校。
2019年附工與中信金融管理學院結盟，在人工智慧（AI）的技術研發與人才培育方面深入合作。

## 歷任校長
| 任別 | 姓名   | 任期          | 備註                       |
| ---- | ------ | ------------- | -------------------------- |
| 1    | 吳鑑湖 | 1946年─1970年 |                            |
| 2    | 袁立錕 | 1970年─1980年 |                            |
| 3    | 林克禮 | 1980年─1990年 |                            |
| 4    | 胡正華 | 1990年─1999年 |                            |
| 5    | 鍾瑞國 | 1999年─2002年 | 前台中修平科技大學校長     |
| 6    | 劉豐旗 | 2002年─2006年 | 現任彰化建國科技大學副校長 |
| 7    | 黃榮文 | 2006年─2010年 |                            |
| 8    | 蕭瑛星 | 2010年─2018年 | 現任彰師大電機系教授       |
| 9    | 石文傑 | 2018年─迄今   |                            |

## 國際交流[4]

### 日本
- 日本田辺工業高等學校
- 日本福岡設計專門學校

## 關連項目
- 國立彰化師範大學
- 國立彰化師範大學技術及職業教育學院
- 國立彰化師範大學教育學院

## 外部連結
- 彰師附工官網 （页面存档备份，存于）